# Apo.com Group
Die apo.com Group GmbH (vormals Apologistics GmbH) ist ein europaweit agierendes Gesundheitsunternehmen mit Hauptsitz in Markkleeberg bei Leipzig. Weitere Standorte sind Duiven (Niederlande) und Breslau (Polen). Die apo.com Group verfügt über mehrere Domains für den Versand von apothekenüblichen Produkten sowie rezeptfreien und verschreibungspflichtigen Arzneimitteln. Die bekanntesten Seiten sind die Versandapotheke apodiscounter.de und die Gesundheitsplattform apo.com. Mit den zwei hochautomatisierten Logistikzentren in Duiven und Markkleeberg können bis zu 52.000 Pakete am Tag versendet werden. Damit betreibt die apo.com Group den drittgrößten Arzneimittelversandhandel auf dem deutschen Markt.

## Geschichte
Anfang der 1990er Jahre gründete die Apothekerin Kirsten Fritsch eine Apotheke im Paunsdorf Center in Leipzig. Diese wurde 1995 als Apotheke im Kaufland eröffnet und gehörte zu den ersten Kaufland Apotheken, einem Vorstoß der Schwarz-Gruppe in den Apothekenmarkt. 2004 meldete Familie Fritsch die Online-Apotheke Apo-Discounter.de an. Versendet wurde aus dem Backoffice der Apotheke im Paunsdorf Center. 2005 stieg der Wirtschaftsingenieur Dirk Wappler als Co-Founder in das Unternehmen ein. Mit 1.000 Paketen am Tag war die Kapazitätsgrenze erreicht und Apo-Discounter.de zog nach Markkleeberg bei Leipzig um.
2007 gründete Apotheker Michael Fritsch mit Dirk Wappler die Apologistics GmbH. Im selben Jahr investierte GE Capital über die Leasingsparte Disko 6 Millionen Euro wodurch in Markkleeberg ein neues 2.800 m² großes Logistikzentrum realisiert werden konnte. Es folgten Kooperationen mit Amazon, eBay und später auch eine offizielle Lidl Partnerschaft. 2010 erreichte die Online-Apothekengruppe erstmals über 1 Million Kunden. 2013 stieg der Banker und Großaktionär Gerhard Köhler mit zwei Millionen Euro bei Apologistics ein. 2018 Investierte Familie Hagenmeyer, ehemals Eigentümer des Getriebebauers Getrag, über die Beteiligungsfirma THI Investments 60 Millionen Euro. Dies ermöglichte den Aufbau einer neuen Logistikanlage in Duiven, Niederlanden. THI Investments erhöht die Beteiligung später nochmals und hält damit den mehrheitlichen Firmenanteil. Das neue Logistikzentrum im niederländischen Duiven wurde 2020 eröffnet und umfasst ca. 20.000 m². Es zeichnet sich durch eine noch stärkere Automatisierung mit robotergesteuertem Picksystem aus. Der Apothekenversandhandel wurde auf die zugehörige Apotheke Apo Pharmacy B.V. übertragen, welche die Online-Apotheken bis heute betreibt. Dazu gehören auch die Ableger Deutsche Internet Apotheke, Juvalis und Apolux.
2021 fand die Umfirmierung von Apologistics zur apo.com Group statt. Dies ist verbunden mit der Neuausrichtung zum Health-Tech-Unternehmen mit Fokus auf innovative digitale Services. Dazu gehören unter anderem KI-gestützte Beratungstools, die Kooperation mit Telemedizinplattformen und der Ausbau im Bereich pharmazeutische Dienstleistungen. Domains in Polen und Österreich eröffnen der apo.com Group einen Auftritt auf dem europäischen Markt. Seit 2024 gibt es auch eine Kooperation mit Fressnapf für apothekenpflichtige Tierarzneimittel. Mit 1,5 Millionen Kunden bei apodiscounter.de, einem Umsatz von über 300 Millionen Euro im Jahr 2024 und einem Marktanteil von über 10 % nimmt die apo.com Group den dritten Platz unter den Online-Apotheken auf dem deutschen Markt ein.
Seit März 2024 ist die apo.com Group Mitglied im Verband der europäischen Online-Apotheken (European Association of E-Pharmacies, kurz EAEP). Davor war die apo.com Group auch Mitglied im Bundesverband Deutscher Versandapotheken.